# 1938年11月7日月食
1938年11月7日月食为一次在协调世界时1938年11月7日出現的月全食。該次月食半影食分為2.384、全影食分為1.358。偏食維持了105分，全食維持41分。

## 概述
這次月食的食分是2.82，偏食維持了105分，全食維持41分。

## 基本參數
- 類型：月全食
- 食甚資料：
  - 日期：1938年11月7日
  - 時間：22:26
  - 月球位置：赤經2.82度、赤緯16.6度
  - 食分：半影食分：2.384、全影食分：1.358
  - 持續時間：偏食105分、全食41分

## 外部連結
- NASA月食專頁（页面存档备份，存于）（英文）